# The End of Eternity
The End of Eternity (no Brasil, O Fim da Eternidade) um livro de ficção científica escrito por Isaac Asimov e publicado em 1955. É um romance com elementos de mistério e de thriller, que retrata viagem no tempo e engenharia social.
Os temas são muito diferentes das famosas histórias de robôs e space opera de Asimov, abordando o problema dos paradoxos temporais de forma original. É por muitos considerada como a sua melhor obra, ou pelo menos uma das melhores. (Esta visão se afigura na Encyclopedia of Science Fiction.) Pela data de abril de 2009, uma adaptação para o cinema dirigida por Kevin Macdonald está sendo planejada.

## Introdução
Andrew Harlan era um Eterno impecável. Mesmo num cargo não muito reverenciado, havia-se tornado o principal entre os seus colegas Técnicos, devido ao seu talento e à sua eficiência. Mas quando entra na sua vida uma não-Eterna — Noÿs —, condenada como tantos não-Eternos ao desaparecimento, ele se prontifica a arriscar a própria Eternidade para que ela viva.

## Origens
Em dezembro de 1953, Asimov folheava uma cópia da edição de 28 de março de 1932 da revista Time quando ele viu o que parecia ser à primeira vista o desenho de uma nuvem de cogumelo típica de uma explosão nuclear. Uma olhada melhor lhe assegurou que era apenas o desenho do géiser Old Faithful. Porém, ele começou a pesar a questão de quais seriam as implicações caso realmente houvesse sido o desenho de um cogumelo atômico numa revista de 1932, e daí chegou ele à ideia de um conto de viagem no tempo. Ele começou a escrevê-la, dando-lhe o nome de "O Fim da Eternidade", terminando-a em 6 de fevereiro de 1954, totalizando 25 000 palavras. Asimov a enviou para a revista Galaxy Science Fiction, e dentro de alguns dias recebeu uma ligação do editor, Horace L. Gold, rejeitando-a. Asimov decidiu torná-la de conto à novela, e em 17 de março ele a deu a Walter I. Bradbury, o editor encarregado de ficção científica da editora Doubleday, para desse um parecer. Bradbury foi receptivo, e em 7 de abril Asimov foi informado de que um contrato pela novela estava para ser escrito. Ele prosseguiu na expansão da história, até entregá-la completa a Bradbury em 13 de dezembro. A Doubleday aceitou a novela e a publicou em agosto de 1955.
A novela reflete o estado da ciência corrente, que desde então sofreu mudanças. Por exemplo, a fonte de energia usada pelos viajantes-no-tempo era o "Sol Nova" — uma ligação permanente através do tempo até o futuro distante permitia fazer uso da energia super-abundante do Sol, após ter este explodido numa nova. Hoje já se sabe que estrelas do tamanho e situação do nosso sol não explodem, e que de fato as novas não são estrelas que explodem na escala que antes se pensava. (Somente supernovas do Tipo II são genuínas estrelas a explodir de forma colossal.)
Como se pode ver abaixo, a novela pode ser tratada como uma prequela da série Império Galáctico, que é por sua vez uma prequela da série Fundação. Ele já tinha tratado de viagem temporal antes no seu romance de 1950 Pebble in the Sky, embora não tenha passado de uma viagem sem retorno.
O conto original O Fim da Eternidade apareceu em 1986 numa coleção chamada The Alternate Asimovs.

## Enredo
A Eternidade do título é uma organização que existe fora do tempo. Ela se compõe de, na maioria, homens chamados Eternos (note que não passa de um título, e que eles não são de fato imortais) que são recrutados de diferentes eras da história humana, a começar pelo século XXVII. Os Eternos são capazes de viajar “aoravante” e “aoutrora” (compare: acima e abaixo; doravante e outrora) através da Eternidade e entrar no mundo de tempo convencional em quase qualquer lugar e hora que quiserem, exceto uma seção do futuro distante na qual eles não conseguem entrar. Coletivamente, eles formam um exército de guardiões platónicos que executam ações ínfimas, calculadas e planejadas com extremo cuidado, chamadas Mudanças de Realidade, sobre o mundo convencional a fim de minimizar o sofrimento humano ao longo da História toda. Eles executam suas operações sob o disfarce de comerciar produtos diversos entre os vários séculos (e.g., madeira para séculos que já desmataram todas as suas florestas).
Dois elementos-chave do enredo que logo emergem no desenrolar da história são a natureza estática e banal das sociedades humanas de cada século, e a misteriosa força que impede os Eternos de adentrar o mundo convencional entre os séculos LXX e CL, chamados de Séculos Ocultos. Descobrimos mais tarde que Twissell (o chefe de Harlan) é de "um século na faixa do XXX", mas mesmo num futuro tão distante o corpo, a sociedade e a tecnologia do homem parecem não ter avançado um passo.
O ponto de inflexão do enredo é quando o protagonista, Andrew Harlan, um técnico Eterno especializado em Mudanças de Realidade, percebe que ele faz parte de um esquema paradoxal engendrado para que um jovem, chamado Cooper, aprenda tudo sobre a matemática temporal e sobre a história do passado Primitivo (o nome dado aos séculos antes de haver Eternidade, quando atos não tinham volta, e pestes e guerra assolavam o mundo); para que este jovem seja então enviado aoutrora e ensine àqueles que serão os fundadores da Eternidade sobre a viagem no tempo; para que então possa a Eternidade nascer e crescer, e um dia recrutar um jovem e lhe ensinar tudo sobre matemática temporal e sobre os Séculos Primitivos. Harlan é um raro Eterno, alguém que tem interesse e vastos conhecimentos do Primitivo; é ele, portanto, o encarregado de ensinar história antiga ao jovem.
Enquanto decifra esse esquema todo, Harlan está ele próprio envolvido num drama pessoal. Ele fôra manipulado por um antigo chefe a se relacionar com uma mulher não-Eterna, Noÿs Lambent. O antigo chefe só pretendia dar a Harlan uma lição sobre os prejuízos de se contar aos não-Eternos a verdade da Eternidade, mas isso tem o efeito inesperado de apaixonar Harlan por Lambent. O século dela está prestes a ser sujeito a uma Mudança de Realidade, que segundo toda probabilidade a fará desaparecer. Harlan então a surrupia para dentro da Eternidade e a leva até um dos Séculos Ocultos. Lá ela faz residência e está a salvo da M. de R. Infelizmente para Harlan, os líderes da Eternidade estão alertas à sua ilícita tentativa de salvar um não-Eterno de uma M. de R., mas adiam seu julgamento, pois ele é uma peça essencial do esquema paradoxal.
Harlan tenta visitar a sua amada uma última vez. Ao tentar viajar para os Séculos Ocultos, ele encontra uma barreira temporal no século LXX que o impede de avançar aoravante. Sem esperança de poder revê-la, ele arquiteta a sua vingança contra os mestres da Eternidade. No momento culminante de todo o esquema, quando Harlan deve enviar Cooper ao século XXIV, ele o envia em vez disso ao século XX, aos anos entre-guerras; com Cooper perdido no passado remoto, a própria existência da Eternidade será vítima da sua última M. de R.
A vingança logo prova ser um tiro pela culatra. O responsável pelo esquema, Twissell, estava na verdade disposto a contrariar os demais diretores da organização e a salvar tanto Harlan quanto Lambent. Além disso, a barreira do LXX, que Harlan pensava ter sido ali posta por Twissell, não fôra obra de nenhum Eterno. Diante disso, Twissell conta a Harlan o seu temor de que tal coisa só poderia ser obra de alguma organização semelhante porém mais poderosa do que a Eternidade, uma organização cuja sede estaria nos Séculos Ocultos. Os dois viajam aoravante e se preparam para chocar contra a barreira, mas ela havia sumido tão repentina e inexplicavelmente como havia aparecido. Twissell então deixa os seus temores de lado após verificar que a barreira não passava duma parvoíce da mente agitada de Harlan. Harlan continua perturbado, mas deixa isso de lado quando se reencontra com Lambent e conclui que, se Twissell tem de fato a intenção de ajudá-lo, ele só poderá continuar a existir e a viver junto com Lambent se conseguir descobrir o ano exato para onde foi Cooper, trazê-lo de volta, e assim salvar a Eternidade.
Harlan e Twissell, agora trabalhando juntos no resgate de Cooper, tentam imaginar como Cooper chegaria ao século XX, perceberia que não era a época certa, e tentaria mandar uma mensagem de volta para o futuro. Eles pensavam nisso no escritório de Harlan, cheio de material do Primitivo, inclusive sua coleção completa duma revista da época, a Time. Ocorre-lhes então que o meio que Cooper usaria para deixar uma mensagem seria publicar uma propaganda naquela revista.
Harlan começa a ler cuidadosamente cada edição publicada da época e encontra um anúncio de investimentos que, segundo o bom senso, não deveria estar lá. Em letras grandes estava Acabamos com a Tagarelice Ordinária sobre o Mercado do Ouro, formando o acrônimo A-T-O-M-O, acompanhado do desenho dum cogumelo atômico. O ano da edição era 1932. Sendo o ano 1932 anterior à invenção da bomba atômica, fica claro que tal absurdo cronológico foi causado por Cooper.
Antes de revelar aos Eternos a data sinalizada por Cooper, Harlan exige um preço: ele e Lambent devem ser deixados em paz; e, para garantir que não será ludibriado, Lambent deve poder viajar junto com ele ao resgate de Cooper. O casal chega ao ano 1932, e há então uma última reviravolta. Harlan com sua mão trêmula aponta uma pistola contra Lambent. Ele lhe conta que juntou as peças e deduziu que ela é uma agente dos Séculos Ocultos, com o intento de destruir a Eternidade.
Ela não o nega; pelo contrário, sob a mira da arma, ela tenta convencê-lo de que a Eternidade não deveria existir. Ela conta que a gente do seu século descobriu a viagem temporal independentemente e que conhecem melhor o tempo do que os Eternos; sabem inclusive como criar barreiras no tempo. Ao viajar alguns séculos para o futuro, eles veem que a humanidade eventualmente descobre como viajar mais rápido que a luz; que ela deixa os cansados planetas do sistema solar para trás, e alcança as estrelas. Mas para a vergonha e a decepção do mundo, as estrelas já estão então todas povoadas há muitos milênios por outras raças poderosas e inteligentes, e elas não tem interesse em compartilhar espaço com o homem. A humanidade vê o seu destino abortado; cessa o esforço criativo; despenca a taxa de natalidade; a espécie se extingue após alguns séculos. E a culpa disso seria da Eternidade, que, em seu esforço de acabar com todo sofrimento, rebaixou inúmeras gerações humanas à mediocridade, prevenindo que as estrelas fossem alcançadas mais cedo. Um homem tem o poder e a chance única de impedir tal fim: segundo Lambent, Harlan só precisa manter-se longe de Cooper, e enviar uma carta a um cientista italiano (presumivelmente Enrico Fermi) sugerindo que "comece a experimentar com o bombardeamento neutrônico do urânio". Isto levaria à primeira explosão atômica não no século XXX, mas sim no XX, em 1945. Ao descobrir o poder do átomo antes da viagem temporal, o homem aplicaria toda a sua força criativa na invenção da viagem interestelar e na exploração do espaço, ao invés de criar a Eternidade e se tornar um prisioneiro do tempo.
Harlan encara com terror a ideia de introduzir o poder atômico tão cedo ao homem, com o risco duma guerra atômica. Mas, ao considerar o caráter psicótico de tantos colegas Eternos, e o desânimo doentio que, apesar dos (ou, sob nova perspectiva, por causa dos) esforços da Eternidade, insistia em penetrar as sociedades de todos os séculos, ele resolve afastar a arma de Lambent e ver a razão dela. A Eternidade desaparece, Andrew e Noÿs vão viver pacificamente pelo resto do século XX, e a humanidade ganha o seu futuro de volta.

## Análise do enredo
O enredo fornece alguns exemplos de paradoxo temporal: quando Harlan encontra a si mesmo (paradoxo da duplicação); quando a Eternidade envia Cooper ao passado, para que Cooper crie a Eternidade, para que a Eternidade envie Cooper ao passado, para que Cooper crie a... (paradoxo do ovo e da galinha); e quando Harlan viaja no tempo para destruir a viagem no tempo (paradoxo do avô).
O final da novela dá ao leitor uma perspectiva animadora dos séculos vindouros:
Com aquele desaparecimento... veio o fim, o último fim da Eternidade.
—E o início da Infinidade.

## Ligação com a Série Fundação
O Fim da Eternidade sugere que o futuro escolhido por Harlan e Noÿs é aquele das histórias dos Espaciais, do Império Galáctico e da Fundação, mas não há confirmação segura. O mecanismo de viagem temporal é provavelmente diferente daquele em Pebble in the Sky, considerando a quantia de energia empregada nas viagens segundo Harlan. O "cacetete neurônico" de The Currents of Space também se afigura em O Fim da Eternidade. Prediz-se que a Terra acabará radioativa, como se dá em The Stars Like Dust, em Pebble in the Sky e em Robots and Empire. Estão também ausêntes alienígenas que poderiam competir com o homem — veja Blind Alley, no qual o fim dos alienígenas é semelhante àquele da humanidade caso a 'Eternidade' não fosse destruída.
O conto original publicado em The Alternate Asimovs termina claramente num futuro diferente da Fundação, mas Asimov diz num Post-Scriptum que desde o início planejava fazer uma ponte entre Eternidade e Fundação.
Asimov deu uma pista em Fundação II, muitos anos depois, que os Eternos podem ter sido responsáveis por ser a galáxia habitada somente por seres humanos, e pelo desenvolvimento da robótica, dos Espaciadores e dos Colonizadores da Série Fundação, mas essa interpretação é disputada. O próprio Asimov menciona a disparidade. Talvez houvesse um papel reservado para os robôs-humanóides. É uma daquelas pontas soltas que ele pode ter planejado atar, mas não pôde antes de morrer.

## Similaridade com "Great Work of Time"
A novela Great Work of Time de John Crowley compartilha do contexto e linha geral de "O Fim da Eternidade" - i.e., uma sociedade secreta de viajantes temporais bem-intencionados e desejosos de remoldar a História, e um jovem recrutado pela sociedade a fim de fazer uma mudança histórica específica que faria a própria sociedade vir a ser. Contudo, os detalhes são completamente diferentes daqueles no livro de Asimov: os viajantes temporais de Crowley são muito mais "focados" do que os de Asimov, estando preocupados apenas em remoldar o século XX, impedir as Guerras Mundiais e perpetuar o Império Britânico; e finalmente, os resultados imprevistos das suas interferências são catastróficos duma maneira bem mais fundamental do que no livro de Asimov.

## Traduções
- Italiano: "La Fine dell'Eternità", 1956
- Alemão: "Das Ende der Ewigkeit", 1958
- Russo: "Конец вечности", primeira edição 1966 (existe uma única tradução, bastante censurada devido ao conteúdo sexual e sociológico incompatível com a ideologia soviética). A tradução foi adaptada em filme em 1987.
- Polonês: "Koniec wieczności", 1969
- Húngaro: "A halhatatlanság halála", 1969
- Estoniano: "Igaviku lõpp", 1973
- Sueco: "Tidens död", 1973
- Espanhol: "El fin de la Eternidad", 1977
- Eslovaco: "Koniec večnosti" 1977
- Hebraico: קץ כלזמן 1979
- Grego: "Το τέλος της αιωνιότητας", 1979
- Finlandês: "Ikuisuuden loppu", 1987
- Ucraniano: "Кінець вічності", 1990
- Turco: "Sonsuzluğun Sonu", 1997
- Francês: "La Fin de l'éternité"
- Lituano: "Amžinybės pabaiga"
- Português: "O fim da eternidade", 2007, Ed. Aleph
- Búlgaro: "Краят на вечността"
- Tcheco: "Konec věčnosti"